# Fazenda Sete Quedas

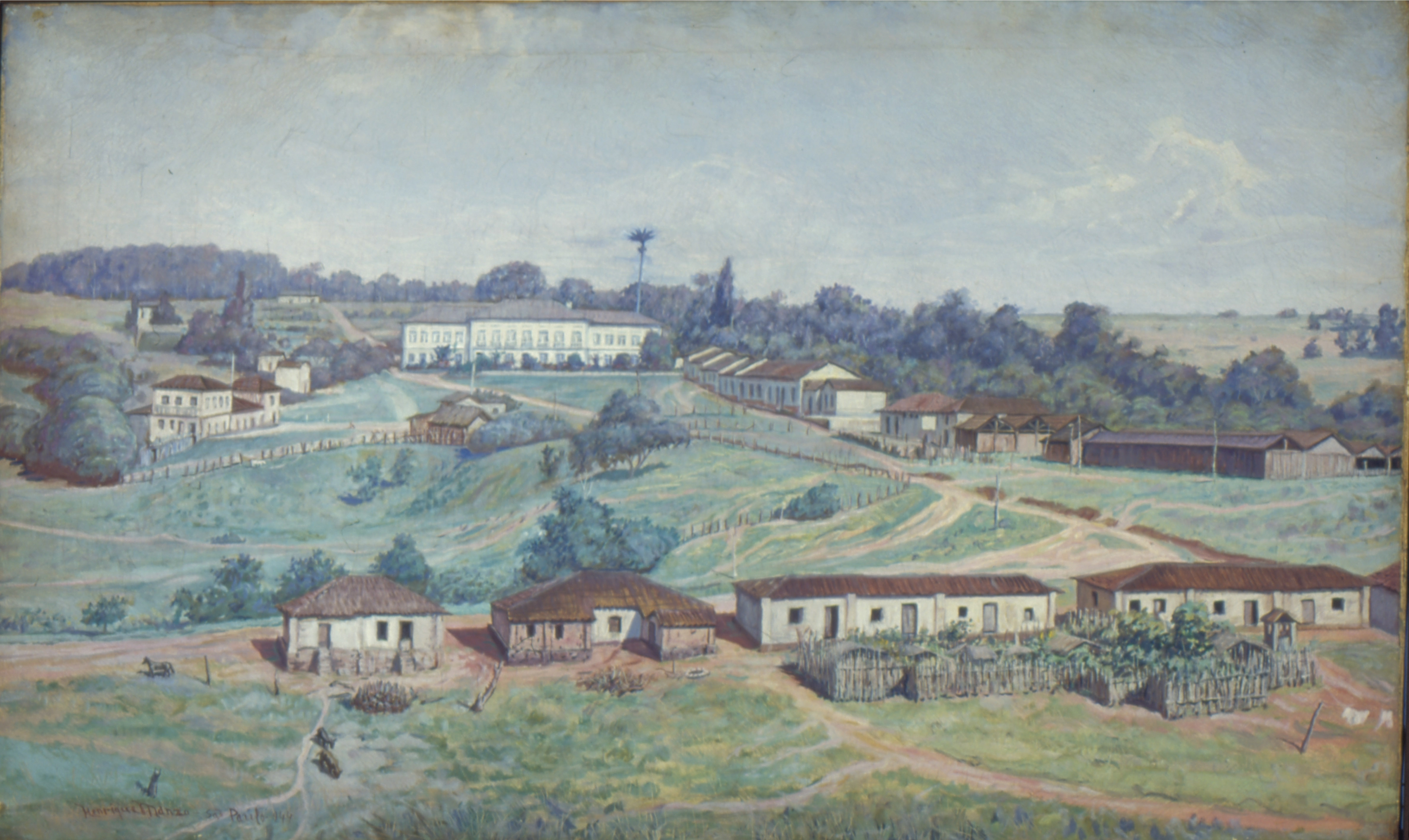
Pintura Fazenda Sete Quedas - Autor: Henrique Manzo

Fazenda Sete Quedas foi uma grande propriedade rural nos limites do município de Campinas, São Paulo, Brasil. Recebeu milhares de imigrantes alemães a partir da segunda metade do século XIX.

## História
A Fazenda Sete Quedas remonta às terras da Sesmaria Sete Quedas uma imensa área concedida pela Côrte Portuguesa e que pertencia ao casal José Antonio de Figueiró e Isabel Correia da Cunha até 1802. Neste ano o tenente José Rodrigues Ferraz do Amaral adquiriu a propriedade com uma casa simples de taipa de pilão , porém, as Sesmarias legalmente não podiam ser vendidas e como José Rodrigues Ferraz do Amaral era Coletor de Impostos da Quinta Parte devida à Côrte ele jamais poderia ser descoberto na.posse de uma Sesmaria. José Rodrigues veio a falecer em 1819, sem ter a posse legal das terras Somente após a Independência do Brasil houve a extinção das Sesmarias, a partir daí bastaria ao ocupante das terras pedir a posse legal do Patrimônio E foi exatamente o que foi feito a partir de 1823, com o desmembramento para criação da Fazenda Jambeiro por Thereza Michelina do Amaral Pompeu, e depois em 1833 para a criação da Fazenda Cachoeira ( atual São Martinho da Esperança) pela mesma herdeira,  seguida da Fazenda Pedra Branca e por último a Fazenda Capivari. Restando o núcleo principal que era a Fazenda Sete Quedas., esta ficou como propriedade de Joaquim Bonifácio do Amaral, futuro Visconde de Indaiatuba, que somente a partir do falecimento da mãe Anna Matilde em 1943 pode enfim implantar.um sistema próprio de administração 
.
A mão de obra escrava era abundante até 1850, após isso, o alto preço dos escravos e as pressões abolicionistas incentivaram alguns fazendeiros a substituir o trabalho escravo pelo trabalho do imigrante. A Fazenda Sete Quedas ficou conhecida por alojar a primeira colônia de suíços em 1852, época em que a fazenda também estava em transição de produtora de açúcar para o café. Em 1875, o próprio Visconde de Indaiatuba,  alforriou cento e trinta escravos da fazenda, oferecendo-lhes, entretanto, trabalho remunerado para permanecer.
Foi sucessivamente transferida na família, geração por geração, em 1885 pertenceu à  Viscondessa de Indaiatuba e em 1900 à sua filha Jessy e genro, Augusto de Sousa Queirós. À esta época produzia dezessete mil arrobas de café.
Em 1814, pertencia à viúva Jessy do Amaral Souza Queirós e então foi concedida a Fernão Pompeu de Camargo, sobrinho do Visconde e primeiro presidente da Sociedade Hípica de Campinas. A fazenda ficou em posse da família do Visconde de Indaiatuba por mais de um século e meio.
Em 1944 foi vendida para Eugenio Felix Martim Belotti, argentino da cidade de Rosário, engenheiro, presidente da SA Moinho Satista, empresa ligada ao Grupo Bunge Born. Nesta fase, que durou 27 anos, a propriedade dedicou-se a produzir café, gado de leite, laranja, suinos, aves (ovos e carne). Na década de 60, passou também a dedicar-se a gado de corte com a importacao de gado da raca charolesa. Moravam na fazenda  aproximadamente, umas 30 famílias. Em 1971, a propriedade foi comprada pelo banqueiro Amador Aguiar, para integrar o patrimônio do Bradesco.Atualmente, a área da Fazenda Sete Quedas abriga o condomínio Swiss Park.

## Arquitetura
A casa sede da Fazenda Sete Quedas foi construída por volta de 1875, suas paredes externas eram de taipas e as internas de pau a pique. Tem em sua porta principal as iniciais do Visconde de Indaiatuba. O piso térreo era destinado à área de serviços e depósitos e o pavimento superior, à residência da família. É uma construção imponente, de vastas proporções.  De planta simétrica, apresenta portas do pavimento térreo com arco pleno e portas balcões no pavimento nobre.
As senzalas possuem paredes inteiramente em taipa de mão. 

## Capela
A  Fazenda Sete Quedas possui uma capela dedicada a Santo Antônio. Foi construída na decada de 60 por iniciativa de Suzana Belotti, esposa de Eugenio Belotti, proprietário da Fazenda Sete Quedas no período (1946-1971). Sua arquitetura é similar a da casa sede, assim como a infraestrutura das construções da época. Está decorada em seu interior com belas imagens do santo homenageado. Está localizada entre árvores e arbustos, existe uma ponte e um antigo moinho de vento, porém estas edificações já são mais recentes.